# Тепљух
Тепљух је насељено мјесто у саставу града Дрниша, у сјеверној Далмацији, Шибенско-книнска жупанија, Република Хрватска.

## Географија
Насеље је удаљено око 7 км сјевероисточно од Дрниша. Налази се на сјеверозападном ободу Петровог поља, у подножју планине Промине.

## Историја
Тепљух се од распада Југославије до августа 1995. године налазио у Републици Српској Крајини.

## Култура
Између Тепљуха и Биочића се налази храм Српске православне цркве Св. Петра и Павла из 1780. године, која је заједничка за та два села.

## Становништво
Према попису становништва из 2001. године, Тепљух је имао 149 становника. Насеље је према попису становништва из 2011. године имало 121 становника.
| Националност       | 2001.       | 1991.        | 1981.        | 1971.        | 1961.        |
| Срби               | 74 (49,67%) | 360 (83,15%) | 311 (72,50%) | 395 (81,44%) | 451 (78,98%) |
| Хрвати             | 70 (46,97%) | 64 (14,78%)  | 72 (16,78%)  | 90 (18,55%)  | 117 (20,49%) |
| Југословени        |             | 3 (0,69%)    | 43 (10,02%)  |              |              |
| остали и непознато | 5 (3,35%)   | 6 (1,38%)    | 3 (0,69%)    |              | 3 (0,52%)    |
| Укупно             | 149         | 433          | 429          | 485          | 571          |

| Демографија | Демографија | Демографија |
| Година      | Становника  | Становника  |
| ----------- | ----------- | ----------- |
| 1857.       | 456         |             |
| 1869.       | 461         |             |
| 1880.       | 438         |             |
| 1890.       | 514         |             |
| 1900.       | 625         |             |
| 1910.       | 659         |             |
| 1921.       | 535         |             |
| 1931.       | 567         |             |
| 1948.       | 514         |             |
| 1953.       | 536         |             |
| 1961.       | 571         |             |
| 1971.       | 485         |             |
| 1981.       | 429         |             |
| 1991.       | 433         |             |
| 2001.       | 149         |             |
| 2011.       |             | 121         |

## Попис 1991.
На попису становништва 1991. године, насељено место Тепљух је имало 433 становника, следећег националног састава:
| Попис 1991.‍  | Попис 1991.‍  | Попис 1991.‍ | Попис 1991.‍ | Попис 1991.‍ |
| ------------ | ------------ | ----------- | ----------- | ----------- |
|              |              |             |             |             |
| Срби         | Срби         |             | 360         | 83,14%      |
| Хрвати       | Хрвати       |             | 64          | 14,78%      |
| Југословени  | Југословени  |             | 3           | 0,69%       |
| неопредељени | неопредељени |             | 6           | 1,38%       |
| укупно: 433  |              |             |             |             |

## Презимена
| - Водогаз — Православци, славе Св. Пантелејмона - Ђапић — Православци, славе Ђурђевдан - Жмико — Православци, славе Ђурђевдан - Ивић — Католици - Јелић — Православци, славе Часне Вериге - Лончар - Православци, славе Св.Јована - Лукавац — Православци, славе Св. Јована | - Милета — Православци, славе Ђурђевдан - Његић — Православци, славе Ђурђевдан - Пунцет — Католици - Радељак — Католици - Ћосић — Православци, славе Св. Стефана - Чоловић — Православци, славе Ђурђевдан - Шолић — Православци, славе Ђурђевдан |